# Клео Вирджиния Ендрюс
Клео Вирджиния Ендрюс (на английски: Cleo Virginia Andrews) е американска писателка на бестселъри в жанра готически хорър и любовен роман. Пише под псевдонима В. С. Ендрюс (на английски: V. C. Andrews).

## Биография и творчество
Клео Вирджиния Етел Ендрюс е родена на 6 юни 1923 г. в Портсмът, Вирджиния, САЩ, в семейството на Лилиан Паркър и Уилям Хенри Ендрюс. Има 2 по-големи братя. Като тийнейджърка пада по стълбите в училище и получава тежки наранявания на гръбнака.
Въпреки лечението заболява от артрит и през голяма част от живота си се придвижва в инвалидна количка и с патерици. Завършва с отличие гимназия „Удроу Уилсън“ в Портсмут. Въпреки състоянието си завършва 4-ри годишен кореспондентски курс за художник.
Става успешен илюстратор и портретист и издържа семейството си. Живее в Мисури (Мисури), в Апачи Джънкшън (Аризона), в Норфолк (Вирджиния). Не се е омъжвала и няма деца.
По-късно в живота си се обръща към писателската кариера. Първият ѝ роман „Gods of Green Mountain“ написан през 1972 г. е научна фантастика. Тя не намира издател и той е публикуван като електронна книга чак през 2004 г.
Неуспехът не я отчайва и тя пише следващото си произведение, роман на ужасите с работно заглавие „Обсебеният“. Ръкописът е върнат от издателството за допълнителна обработка и разширяване на историята. Той е публикуван през 1979 г. под заглавието „Цветя на тавана“, първа част от емблематичната ѝ поредица „Сага за Долангенгър“. Става бестселър само за 2 седмици и донася голяма популярност. Романът е екранизиран през 1987 г. в едноименния филм с участието на Луиз Флетчър, Виктория Тенант и Кристи Суонсън. Нова екранизация е направена през 2014 г. с участието на Хедър Греъм, Елън Бърстън и Киърнан Шипка. Втората книга от поредицата също е екранизирана през 2014 г. с участието на Хедър Греъм, Роуз Макайвър и Уайът Наш. Третата книга е екранизирана през 2015 г. във филма „Лабиринт от тайни“ с участието на Рейчъл Карпани, Джеймс Маслоу и Джейсън Люис.
През 1985 г. започва да публикува следващата си поредица „Кастийл“, но не успява да я завърши.
Произведенията на писателката са насочени предимно към младите девойки. Нейните истории се занимават с младите, разочаровани, лишени от свобода, отчаяни герои – деца, девойки, които успяват да преодолеят своите трагични ситуации и да получи отмъщение срещу потисниците си. Развиват се темите за забранената любов (особено кръвосмешение), изнасилване и сексуална злоупотреба с деца. Популярността им се дължи на умението на писателката да улови чувствата на подрастващите, които едновременно се чувстват безпомощността на детството и негативната страна на зрелостта.
Клео Вирджиния Ендрюс умира от рак на гърдата на 19 декември 1986 г. във Вирджиния Бийч, Вирджиния.
След смъртта ѝ, нейното семейство, по молба на писателката, и със съдействието на издателя ѝ, привлича писателя Андрю Нидърман да продължи и довърши нейното творчество като призрачен писател по материалите и идеите, които тя е събрала преди смъртта си.

## Произведения

### Самостоятелни романи
- Gods of Green Mountain (1972) – написана 1972 г., публикувана в ел.книга през 2004 г.
- Моя скъпа Одрина, My Sweet Audrina (1982)

### Серия „Сага за Долангенгър“ (The Dollanganger)
1. Цветя на тавана, Flowers in the Attic (1979)
2. Разпилени от вятъра, Petals on the Wind (1980)
3. Лабиринт от тайни, If There Be Thorns (1981)
4. Семена на злото, Seeds of Yesterday (1983)
5. Градината на сенките, Garden of Shadows (1987) – започнат от Клео Ендрюс, завършен от Нидърман

### Серия „Кастийл“ (Casteel)
1. Хевън, Heaven (1985)
2. Тъмният ангел, Dark Angel (1986)
3. Fallen Hearts (1988) – започнат от Клео Ендрюс, завършен от Нидърман
4. Gates of Paradise (1989) – по идеи на Клео Ендрюс, написан от Нидърман
5. Паяжина от сънища, Web of Dreams (1990) – по идеи на Клео Ендрюс, написан от Нидърман

### Екранизации
- 1987 Flowers in the Attic
- 2014 Flowers in the Attic – ТВ филм
- 2014 Petals on the Wind – ТВ филм
- 2015 Лабиринт от тайни, If There Be Thorns – ТВ Филм
- 2015 Seeds of Yesterday – ТВ филм
- 2016 My Sweet Audrina – ТВ филм